# Titik (Sekaran)
Titik is een bestuurslaag in het regentschap Lamongan van de provincie Oost-Java, Indonesië. Titik telt 738 inwoners (volkstelling 2010).